# Stegobium paniceum
El gorgojo del pan (Stegobium paniceum), también conocido como gorgojo de las droguerías y carcoma del panes un pequeño insecto color castaño que puede ser hallado infestando una amplia variedad de productos, y es uno de los insectos de este tipo más comunes que pertenece a la familia Ptinidae; es la única especie del género monotípico Stegobium.
Tiene apariencia similar al gorgojo del tabaco (Lasioderma serricorne) pero es un poco más grande (los adultos llegan a medir 3,5 mm de largo). Adicionalmente, el gorgojo del pan tiene antenas filiformes que terminan en tres segmentos de mayor tamaño, mientras que el gorgojo del tabaco tiene antenas aserradas (con dientes como los de una sierra). El gorgojo del pan también tiene surcos longitudinales en los élitros, mientras que el gorgojo del tabaco es completamente liso.
Es capaz de volar a diferencia de otros gorgojos de almacén.
Tiene distribución cosmopolita y es más comúnmente hallado en climas cálidos. Posiblemente de origen sudafricano, introducido en otras partes del mundo. Suele vivir en el interior de edificios, donde puede mantenerse activo el año entero. Se alimenta de productos almacenados y papel.

## Galería de imágenes

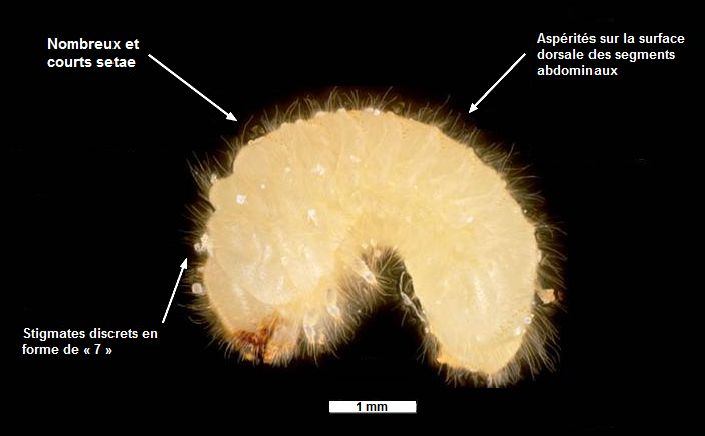
Larva
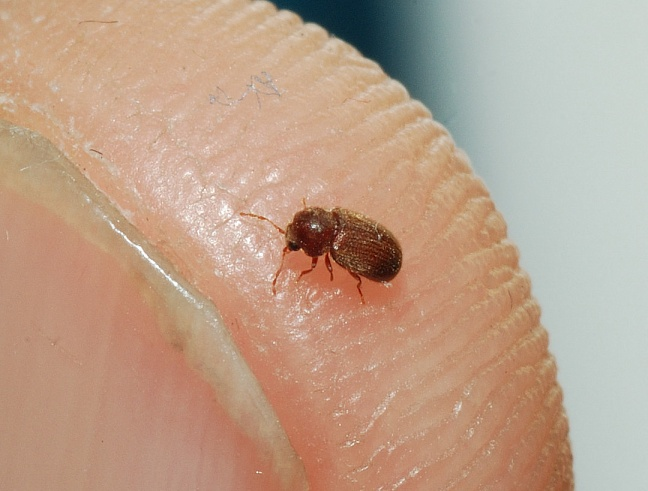